# Anastasija Grigorjeva
Anastasija Grigorjeva (ros. Анастасия Григорьева, Anastasija Grigorjewa; ur. 12 maja 1990) – łotewska zapaśniczka, mistrzyni i wicemistrzyni Europy. Trzykrotna olimpijka. Zajęła dziewiąte w Londynie w kategorii 63; ósme w Rio de Janeiro w tej samej wadze i piąte w Tokio 2020 w kategorii 62 kg.
Na mistrzostwach Europy w 2010 roku zdobyła złoty medal, a w 2012 przegrała w finale kategorii do 59 kilogramów z Ukrainką Hanną Wasyłenko. Podczas mistrzostw Europy w 2013 ponownie sięgnęła po złoto, pokonując w finale Monikę Michalik. Wygrała także w 2014. Brązowa medalistka mistrzostw świata w 2014 i 2017; piąta w 2015. Na Mistrzostwach Europy 2017 zdobyła srebrny medal. Druga w indywidualnym Pucharze Świata w 2020. Wicemistrzyni świata juniorów w 2009 i mistrzyni Europy w 2008. Złota medalistka igrzysk europejskich w 2019 i brązowa w 2015 roku.